# Grote Synagoge van Brussel
De Grote Synagoge van Brussel is de officiële zetel van het Centraal Israëlitisch Consistorie van België, en sinds 4 juni 2008 ook van de Conferentie van Europese Rabbijnen. Voor deze laatste werd het de Grote Synagoge van Europa. 
De joodse gemeenschap liet de synagoge aan de Regentschapsstraat in de wijk Zavel bouwen in 1875 door architect Désiré De Keyser. Zij werd ingewijd in 1878. 